# Apogon compressus
Apogon compressus är en fiskart som först beskrevs av Smith och Radcliffe, 1911.  Apogon compressus ingår i släktet Apogon och familjen Apogonidae. IUCN kategoriserar arten globalt som livskraftig. Inga underarter finns listade i Catalogue of Life.